# تكيف العبيد

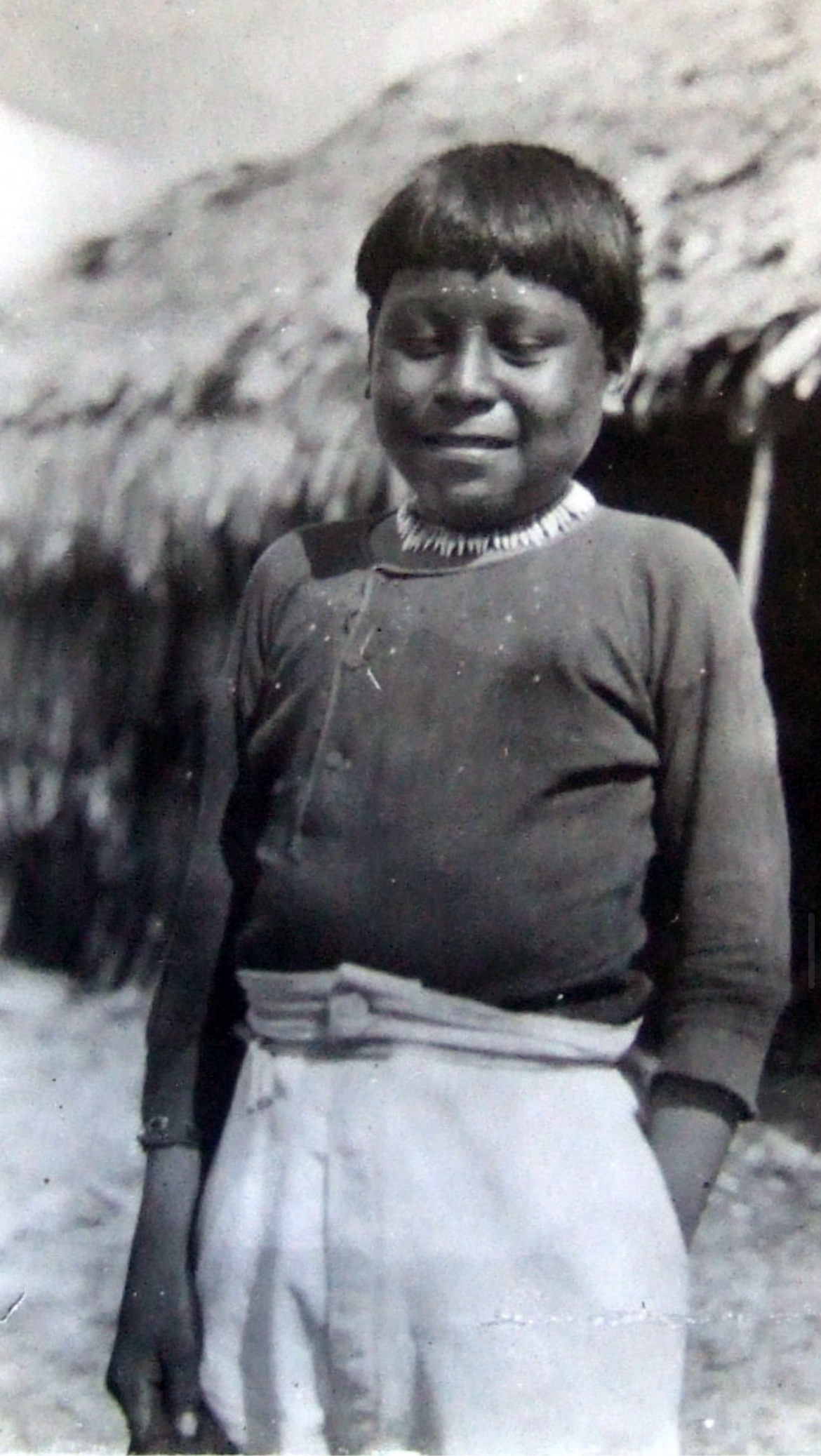
صورة لصبي من هويتوتو يبلغ من العمر 14 أو 15 عامًا، وهو يرتدي "أفضل ما لديه يوم الأحد". ويضيف روجر كاسيمنت: "ما لا يمكنك رؤيته هو أن ظهره كان مصابًا بندوب واسعة وعميقة".

كانت فترة التكيّف والتأقلم للعبيد هي الفترة التي أُخضع فيها تجار الرقيق وملاك العبيد العبيد الأفارقة بعد وصولهم إلى الأمريكيتين، في حين أن العلماء الحديثين قد طبقوا هذا المصطلح أحيانًا على الفترة القصيرة من التأقلم التي مر بها المهاجرون الأوروبيون إلى الأمريكتين، فقد أشارت بشكل متكرر ورسمي إلى العملية التي مر بها العبيد. استخدم تجار الرقيق "العبيد" في هذا السياق الاستعماري للإشارة إلى عملية تكييف الأفارقة المستعبدين مع المناخ الجديد والنظام الغذائي والجغرافيا والإيكولوجيا في الأمريكتين. ينطبق هذا المصطلح على كل من التأقلم الجسدي للشخص المستعبد مع البيئة وتكيفه مع الثقافة البيئية الجديدة ونظام العمل واللغة. يعتقد تجار الرقيق ومالكوها أنه إذا نجا الشخص من هذه الفترة الحرجة من العبودية البيئية، فمن غير المرجح أن يموت وأن العنصر النفسي سيجعل الأمور أكثر سهولة. حدثت هذه العملية مباشرة بعد وصول العبيد الذين كانت معدلات وفياتهم عالية بشكل خاص. كان يطلق على هؤلاء العبيد "الجدد" أو "المياه المالحة" عند وصولهم أو "الغرباء". أولئك الذين نجوا من هذه العملية أصبحوا "متمرسين"، وعادة ما يطلبون سعرًا أعلى في السوق. على سبيل المثال، في البرازيل في القرن الثامن عشر، كان فرق السعر بين العبيد "الجدد" و "المخضرمين" حوالي خمسة عشر بالمائة.

## التباين الإقليمي
شكلت الكريول الأطلسية الأجيال الأولى من العبيد. غالبًا ما كانت الكريول الأطلسية مختلطة الأعراق، ومتكاملة ومألوفة لدى المجتمع الأوروبي واكتسبت الحرية بمعدلات أعلى قبل القرن الثامن عشر. شهد النصف الأول من القرن الثامن عشر تحولًا في العبودية الأطلسية، حيث ترسخ التبغ والسكر والأرز في مستعمرات البحر الكاريبي وأمريكا الشمالية، وتحول السكان المستعبدون في العالم الجديد من "مجتمع به عبيد" إلى "مجتمع الرقيق "مع غلبة " عبيد المياه المالحة " حدث الاستعباد من خلال تجارة الرقيق عبر المحيط الأطلسي. ومع توسع تجارة الرقيق في منتصف القرن الثامن عشر، تغيرت طبيعة العبودية. من خلال العمل على نطاق أوسع، قام تجار الرقيق بنقل الأفارقة المستعبدين إلى مستعمرات أوروبية مختلفة في جميع أنحاء الأمريكتين (قبل وبعد إنهاء الاستعمار في الأمريكتين). منظمين كل من الرحلة وعملية التكيّف على الرغم من اختلافها من حيث المكان والزمان. بينما كان تجار الرقيق وملاكهم يمارسون التكيّف في كل من أمريكا الشمالية والجنوبية، إلا أنه لم يُمارس باستمرار في المستعمرات الجنوبية حيث كان المزارعون يجبرون العبيد "الجدد" على العمل فور وصولهم إلى المستعمرات.
تبنى تجار الرقيق ومالكو العبيد مصطلح "التكيّف" أثناء تجارة الرقيق عبر المحيط الأطلسي عندما مات العبيد الذين وصلوا حديثًا بمعدلات عالية في السنوات التي أعقبت إنزالهم. اختلفت معدلات الوفيات بين المناطق في الأمريكتين، على الرغم من أن كلُا من الممر الأوسط وفترة التكيّف كانت قاتلة بشكل استثنائي عبر الأمريكتين. عزا كتاب "دكتور كولينز" في عام 1803 ارتفاع معدلات الوفيات إلى المرض، والتغير في المناخ، والنظام الغذائي، والعمل وشدته، والانتحار. في المستعمرات الثلاثة عشر، كانت معدلات الوفيات أثناء التكيّف تقدر بنحو 25 إلى 50 بالمائة. في كوبا، تراوحت الوفيات في عام واحد بين 7 و12 بالمائة بينما وصل معدل الوفيات إلى 33 بالمائة في جامايكا. في البرازيل، مات ما يقدر بنحو 25 بالمائة من المستعبدين أثناء عملية التتبيل، حيث طالب القانون أيضًا بتعميد العبيد خلال عامهم الأول في البرازيل.

## النظام الغذائي
أشار مراقب معاصر إلى أن التكيّف كان "تدريبًا ليس فقط على العمل الجاد، ولكن على النظام الغذائي الضئيل". قصر مالكو العبيد بشكل كبير الوجبات الغذائية للعبيد، سواء من حيث الاتساع أو العمق، مثل النظام الغذائي للمزارع، الذي كان يتكون بشكل رئيسي من الذرة أو الأرز أو الدقيق. غالبا ما عانى المستعبدون من "القطرات" (استسقاء) و"التدفقات" (الإسهال)، مما يضاعف من سوء التغذية الحاد والواسع النطاق بسبب هذا النظام الغذائي غير الكافي.

## المرض
عانى العبيد الذين وصلوا حديثا من ارتفاع معدلات المرض والوفيات أثناء عملية التكيّف. خلال الممر الأوسط، أجبر تجار الرقيق الأفارقة المستعبدين على العيش في أماكن ضيقة دون تهوية أو ما يكفي من الطعام أو الماء، وبدون فرصة للنظافة. في مثل هذه الظروف، غالبا ما يصاب الأشخاص المستعبدون بعوز فيتامين سي أو داء الأميبات؛ الذي أودى بحياة معظم الناس. بمجرد وصولهم إلى الشاطئ، عاشوا في ظروف مروعة شبيهة لظروف الممر الأوسط. كان على الناس المستعبدين الذين يعانون من نقص التغذية وتعرضهم لبيئة جديدة محاربة المناخ الجديد والعمل الشاق القسري. أضعفت الرحلة ووحشية العبودية على الفور العديد من العبيد كما أنه توفي آخرين بسبب الجدري والحصبة والإنفلونزا والأمراض المجهولة الهوية بمعدلات عالية في السنوات العديدة الأولى بعد الوصول.

## العمل والعنف
على الرغم من أن الأمر اتخذ العديد من الأشكال المختلفة، إلا أن التكيّف انطوي عالميا على مزيد من تسليع البشر وإعدادهم من قبل المستعبدين للسوق والعمل. وقد أنجز المستعبدين هذا التحضير من خلال معاملة عبيدهم بقسوة، وإخضاعهم لنظام وحشي من التدريب والعنف. استمرت عملية التكيّف هذه ما بين سنة وثلاث سنوات، وكانت مرهقة جسديا ونفسيا، وتتميز بالوحشية والإكراه. لجأ مالكو العبيد إلى القوة والعنف من أجل إخضاع عبيد "المياه المالحة" واستخراج عملهم. يقوم المستعبدين بانتظام بضرب العبيد ويشوهونهم ويضعونهم في مخازن أو حبس انفرادي. في إحدى الممارسات القاسية بشكل خاص كان مالك العبيد يجلد امرأة عارية وغالبا ما تكون حاملا، ويصب الملح أو الفلفل أو الشمع في جروحها المفتوحة. بالإضافة إلى العنف، كان على المستعبدين التكيّف مع العمل الشاق خلال فترة التكيّف. في منطقة البحر الكاريبي، أعطيَ العبيد الوافدين حديثا سلالا لتخصيب حقول السكر في الأسبوع الذي وصلوا فيه. كانت هذه هي الخطوة الأولى في العملية الأساسية لتدريب الوافدين الجدد على تقنيات زراعة السكر. في أماكن أخرى أيضا، تعلم المستعبدين كيفية زراعة المحاصيل ومعالجتها، بما في ذلك غالبا تلك التي تهدف إلى الحفاظ على السكان المستعبدين أثناء التكيّف. خلال هذه الفترة أيضاً أراد مالكو العبيد أن يكتسب عبيدهم المعرفة بالعمل وأن يعتادوا على عبء العمل الشاق. لم يتخذ التدريب شكل العمل فقط. كما تعلم المستعبدين لغة المستعمرة إما من قبل العبيد الآخرين الذين خضعوا بالفعل لعملية التكيّف أو من قبل المشرفين البيض على المزرعة.

## المقاومة
على الرغم من التهديد المستمر بالضرب والمزيد من سوء المعاملة، قاوم المستعبدون استعبادهم في التكيّف بعدة طرق مرئية. اعتبر العلماء الانتحار على نطاق واسع بين المستعبدين حديثًا عملاً من أعمال المقاومة. في الواقع، كان المستعبدون يخشون الانتحار جنبًا إلى جنب مع المرض، وتضمنت الكتيبات المعاصرة للتكيّف توصيات لتحسين "التصرف" لدى المستعبدين لتجنب الانتحار على أفضل وجه. عانى المستعبدين من الجوع أثناء وبعد التكيف وكانت التقارير عن سرقة الطعام في أي فرصة والضرب من المستعبدين الذي أعقب مثل هذه السرقات أمرًا شائعًا. لا يزال آخرون يرفضون تناول الطعام تمامًا وعوقبوا بالمثل. كانت محاولات الهروب شائعة، على الرغم من أن هؤلاء الوافدين المستعبدين حديثًا نادرًا ما نجوا بنجاح، حيث لم يكن لديهم إلمام يذكر بمحيطهم وكانوا معزولين في المزارع الرئيسية للأمريكتين.